# Levent
Levent é um bairro de Istambul, conhecido por ser um dos principais centros financeiros e empresariais daquela que é a maior cidade da Turquia e a sua capital económica de facto. Situa-se no distrito de Beşiktaş, na área a norte do Corno de Ouro e no lado europeu de Istambul, na margem ocidental do Estreito do Bósforo.
A par de Maslak, outro dos centros financeiros importantes de Istambul, situado nas proximidades, é uma das áreas com mais arranha-céus da cidade, tanto já construídos, como em projeto. Um dos principais conjuntos de arranha-céus encontra-se em Levent, "escondido" atrás das colinas costeiras do Bósforo, não interferindo por isso na atmosfera da península histórica de Istambul, da qual ainda é relativamente distante. Um dos arranha-céus de Levent,  o Sapphire, com 54 andares e 238 metros de altura (261 m incluindo a flecha), é o mais alto da Turquia.

## Origem do nome
"Levent" é um nome próprio comum na Turquia, que deriva de levend (marinheiro de guerra em turco) da Marinha Otomana. Por sua vez, levend teve origem em "levantino", que significa "pessoa do Levante (Mediterrâneo Oriental)" em italiano. Os genoveses e venezianos chamavam "levantinos" aos marinheiros otomanos, um nome que estes também adotaram para eles mesmos. O uso da palavra levend aplicada a marinheiros apareceu pela primeira vez na língua turca otomana no século XVI. O bairro chama-se Levent porque no século XVIII, Cezayirli Gazi Hasan Paşa, capitão paxá (Grande Almirante) da Marinha Otomana, teve uma quinta na área e no século XIX foram ali construídos quartéis da marinha.